# Go Go Smear the Poison Ivy
Go Go Smear the Poison Ivy — четвёртый студийный альбом экспериментальной исландской группы Múm, выпущенный 24 сентября 2007 года лейблом Fat Cat. Альбом отличается от остальных альбомов группы, так как в нём много инструментальной музыки, когда в других альбомах больше электронной музыки.

## Список композиций
| №   | Название                                   | Длительность |
| --- | ------------------------------------------ | ------------ |
| 1.  | «Blessed Brambles»                         | 1:27         |
| 2.  | «A Little Bit, Sometimes»                  | 6:18         |
| 3.  | «They Made Frogs Smoke 'Til They Exploded» | 4:58         |
| 4.  | «These Eyes Are Berries»                   | 4:14         |
| 5.  | «Moon Pulls»                               | 2:41         |
| 6.  | «Marmalade Fires»                          | 4:42         |
| 7.  | «Rhubarbidoo»                              | 5:16         |
| 8.  | «Dancing Behind My Eyelids»                | 1:28         |
| 9.  | «Schoolsong Misfortune»                    | 5:11         |
| 10. | «I Was Her Horse»                          | 1:30         |
| 11. | «Guilty Rocks»                             | 4:02         |
| 12. | «Winter (What We Never Were After All)»    | 5:03         |
| 13. | «The Amateur Show»                         | 5:03         |

## Участники записи
- Гуннар Эдн
- Эдвар Торрейярсон Смаурасон
- Гида
- Кристин Анна Валтисдохтир
- Олоф Арналдс